# Герб Кремінної

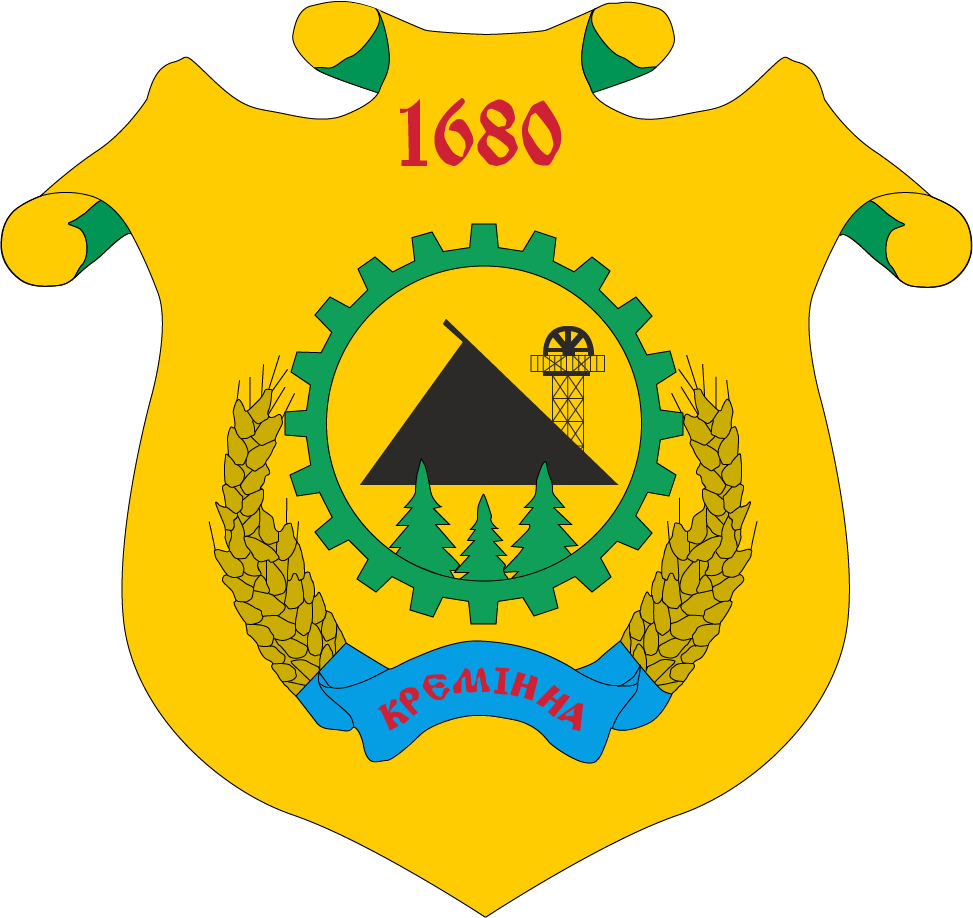
Герб міста Кремінна

Герб Кремінної — геральдичний символ міста України - Кремінної.
Герб міста Кремінна містить кілька символічних елементів, які відображають історію та характер цього міста:
- Терикон у центрі герба є символом видобутку корисних копалин та гірничої діяльності, яка мала велике значення для міста в його історії. Зокрема, Кремінна - найпівнічніше місто Донбасу, і на території міста функціонувало 3 вугледобувні шахти.
- Обрамлення шестернею з сосновими деревами навколо терикону підкреслює багатство лісових ресурсів у регіоні та важливість деревообробної промисловості для економіки міста.
- Підпис «Кремінна» із зображеними колосками вказує на значення сільськогосподарського сектору для міста та підкреслює плодовитість його ґрунтів. На околицях міста вирощують значні об'єми пшениці, сонячника, баштанних культур (кавун, диня, гарбуз)
- Рік 1680 на гербі вказує на рік заснування міста, що є ключовою історичною подією та базовим пунктом в історії Кремінної. Місто було засновано в період активного освоєння Слобожанщини українськими селянами та сім'ями козаків з Правобережної України та Гетьманщини в другій половині XVII ст..

Цей герб стає важливим символом міста, який відображає його історію, галузі діяльності та спадок, надаючи глибокий історичний контекст та інформацію про характер та походження міста Кремінна.